# Монфор (крепость)

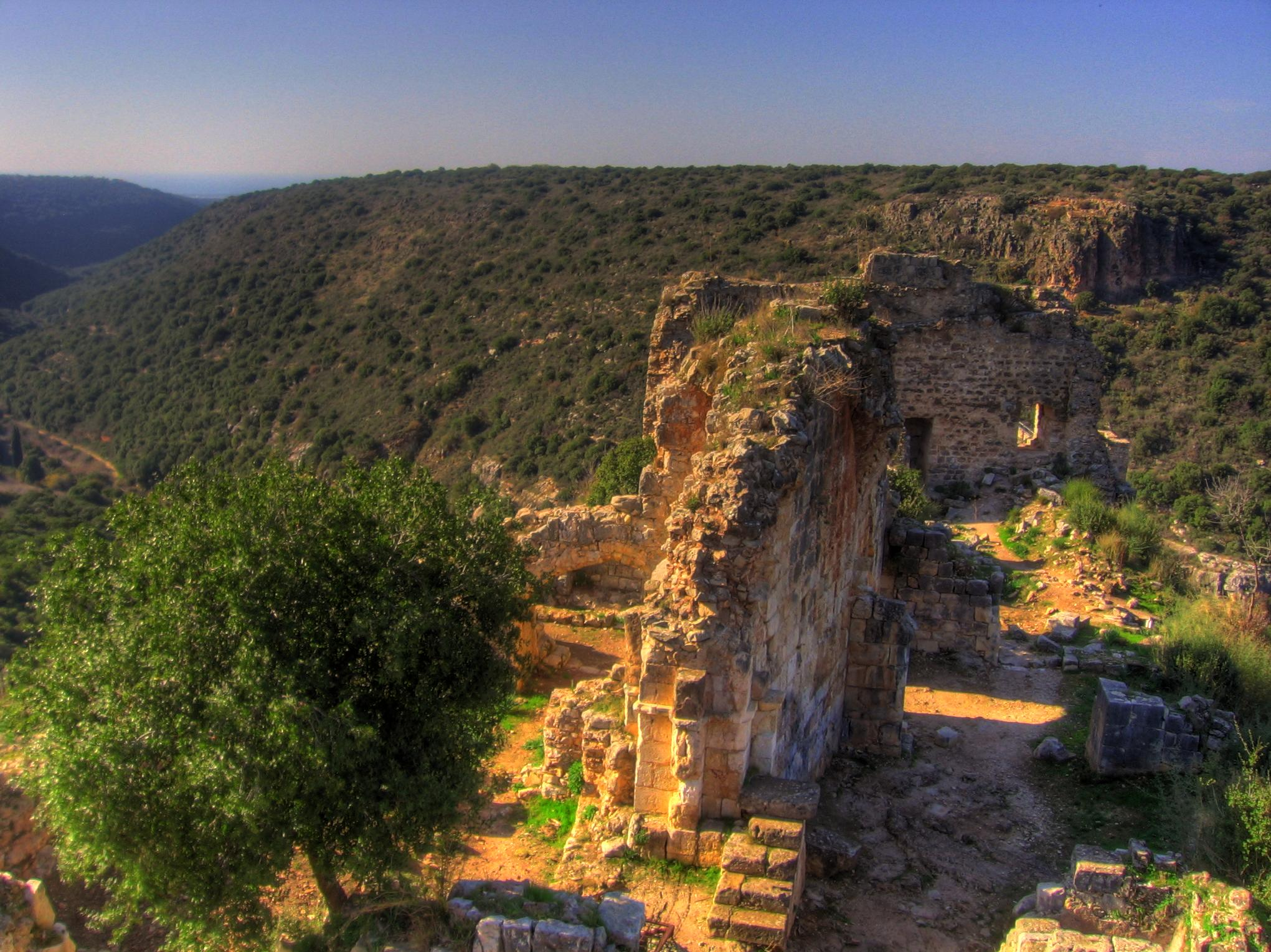

Замок Монфор (ивр. מבצר מונפור‎, араб. قلعة القرين‎, фр. Montfort, нем. Starkenberg) — замок крестоносцев, расположенный в Верхней Галилее на севере Израиля, над вади Кзив. Он находится примерно в 35 км к северо-востоку от города Хайфа и в 16 км к югу от границы с Ливаном. Резиденция великих магистров Тевтонского ордена в 1230—1271 годах. Название крепости происходит от двух французских слов mont (гора) и fort (сильный).

## История замка
Замок Монфор первоначально являлся укреплённой фермой во владении феодалов из Маилии.
Земли, на которых расположен замок, были получены французской фамилией De Milly после Первого крестового похода в 1099 г. Здесь они начинают заниматься земледелием и фермерством.
Со временем его значение возросло и он стал называться Castellum Novum Regis (новый царский замок), чтоб отличить его от Castellum Regis в Маилии. В 1187 году замок был захвачен Саладином, но через 5 лет отбит крестоносцами и отстроен заново.
В 1229 году De Milly продают земли Тевтонскому ордену крестоносцев. На месте фермы крестоносцы строят мощную крепость, которую называют Starkenberg, что фактически является переводом с французского названия Montfort.
Замок становится первой резиденцией Тевтонского ордена.
В 1229 г. в крепость перевозят архив и сокровищницу ордена.
В 1266 г. Бейбарс осаждает крепость, но безуспешно.
В 1271 г. Бейбарсу с помощью инженеров удаётся взять замок Монфор. Несмотря на это, тевтонцам удалось спасти свой архив и сокровища.
После этого замок был заброшен и никогда не восстанавливался.
В настоящее время открыт бесплатный доступ для всех желающих.
В 2000 году крепость Монфор была внесена в предварительный список объектов всемирного наследия ЮНЕСКО, как один из замков крестоносцев в Святой земле.